# Cordings
Cordings is een Brits kledinghuis opgericht door John Charles Cording in 1839 aan The Strand in Londen. In 1877 verhuisde de zaak naar Piccadilly, alwaar de winkel tot op heden gevestigd is. Cordings geldt voor de liefhebbers van de Engelse vrijetijdskleding als een instituut, waardoor het jaarlijks klandizie uit de hele wereld ontvangt.

## Bedrijfsgeschiedenis
In 1839 opende John Charles Cording zijn eerste kledingzaak aan The Strand in Londen. Vooral gespecialiseerd in weerbestendige kleding, bestond het gamma onder meer uit rubberen visserslaarzen en dikke duffelse jassen. Destijds was de hertog van Connaught een frequent bezoeker en in 1871 werd Sir Henry Morton Stanley uitgerust door Cordings, alvorens zijn befaamde zoektocht naar Dr. Livingstone  te ondernemen. Deze basale weerbestendige kleding zou in de jaren 70 van de negentiende eeuw resulteren in de productie van de rubberen macintosh. Deze dikke, waterdichte jas werd destijds als standaarduitrusting voor de jacht bestempeld en door het gebrek aan gesloten koetswerk bij auto's als onmisbaar geacht door automobilisten van die tijd.
In 1877 verhuisde de zaak naar Piccadilly 19. Hier was het dat voor het eerst confectietweedpakken geïntroduceerd werden, alsmede de originele covert coat. Deze jas dankte zijn naam aan het feit dat zijn drager goed beschermd was tegen zaken als zwiepende takken. De covert coat werd in die tijd, net als al het andere kleer- en schoenmakerswerk, gemaakt in de enorme kelders van het bedrijf die ondergronds doorliepen tot onder Regent Street. Deze waterdichte kleding werd al snel erkend voor zijn kwaliteit, waarvoor Cordings tot op heden bekend om staat. In de jaren '20 van de twintigste eeuw koos de jonge Prince of Wales ervoor om Cordings, net als zijn vader, tot hofleverancier te maken. Deze keuze pakte op een onverwachte manier goed uit voor Cordings. De paarden van de prins droegen in die tijd dekjes met tattersall patronen, iets wat door de toenmalige baas van Cordings opgemerkt werd. Hij introduceerde deze check in zijn hemden, iets dat door de stijlgevoelige prins gesmaakt werd. Sindsdien geldt de tattersall als vrijetijdssymbool en is het onlosmakelijk verbonden met het Engelse plattelandsleven.
De crisis van de jaren 30 sloeg echter keihard toe, waardoor de productiecapaciteit gereduceerd werd. Na de Tweede Wereldoorlog stonden de zaken er zo mogelijk nog slechter voor. Door de tijdsgeest van de roerige jaren 60 beschouwde men Cordings als hopeloos gedateerd en a-modieus. In 1971 ging het bedrijf over uit familiehanden en kwam het terecht in de University Motors groep. Echter toen het moederbedrijf zelf in financiële problemen kwam, werd Cordings alweer snel afgestoten. Onder leiding van een nieuwe managementteam wist men Cordings weer terug op de rails te krijgen. Doordat ook Piccadilly 20 in handen van het bedrijf kwam, kon de winkel verder worden uitgebreid.
Ondanks dit alles kwam Cordings in 2003 opnieuw in financiële problemen. Regelrecht op een faillissement afstevenend, besloot manager Noll Uloth dan maar Eric Clapton te contacteren, volgens Uloth al jaren zijn beste klant. Binnen vijf minuten was de gitarist overtuigd. Hij kon het niet laten gebeuren dat een van zijn favoriete zaken op de fles zou gaan en kocht zich voor 50 procent in het bedrijf in. Hij zorgde ervoor dat de nadruk kwam te liggen op traditie en het herwaarderen van de kwaliteitsreputatie van Cordings. Alle stoffen dienen uit het Verenigd Koninkrijk te komen, die op hun beurt weer in het Verenigd Koninkrijk bewerkt worden. En passant zorgde Clapton ervoor dat er ook een aanbod voor vrouwen opgenomen werd in het gamma.